# نادر خان کتوازی
نادر خان کتوازی (زاده ۱۳۳۶ ولسوالی خیرکوت ولایت پکتیکا) سیاستمدار افغانستان و نماینده مردم پکتیکا در دوره‌های پانزدهم و شانزدهم مجلس نمایندگان می‌باشد. ایشان در مجلس شانزدهم نمایندگان افغانستان عضو کمیسیون روابط امور بین‌المللی می‌باشد.

## زندگی‌نامه
نادر خان کتوازی زاده ۱۳۳۶ در ولسوالی خیرکوت ولایت پکتیکا می‌باشد. ایشان در سال ۱۳۵۷ از تربیت معلم سید جمال‌الدین افغانی فارغ‌التحصیل و پس از آن وارد کالج ابوالکلام هند شده‌است. وی پس از آن در بخش معارف مشغول به کار شده‌است.

## دیگر فعالیت‌ها
دیگر فعالیت‌های ایشان:
- فعالیت در بخش معارف.
- عضو لویه جرگه اضطراری.
- رئیس بخش امور سرحدات، اقوام و قبایل ولایت پکتیکا.
- کمپانی مرکزی جرگه همه پشتون‌های هند.
- نماینده مردم پکتیکا در دوره پانزدهم مجلس نمایندگان.